# Grönholm (Band)
Grönholm ist eine finnische Progressive-Metal-Band aus Helsinki, die 2009 gegründet wurde.

## Geschichte
Die Band wurde 2009 von dem Gitarristen, Bassisten und Keyboarder Mika Grönholm gegründet. Nachdem sie ein paar Demoaufnahmen gehört hatten, kamen der Sänger Markku Kuikka und der Schlagzeuger Tom Rask zur Besetzung. 2010 erschien das Debütalbum Eyewitness of Life, dem sich 2011 das zweite Album Silent out Loud anschloss. Hierauf sind Ty Tabor (King’s X), Derek Sherinian, Billy Sherwood und Marco Hietala als Gastmusiker zu hören. Die Lieder waren in verschiedenen Tonstudios der Mitglieder geschrieben worden. Die beiden Tonträger wurden über Lion Music veröffentlicht. 2015 folgte über Power Prog Records das dritte Album Relativity Code for Love. Als Sänger ist hierauf Lee Small vertreten.

## Stil
In der Bandbiografie auf gronholmband.com werden David Gilmour, Pink Floyd, Rush, Alice Cooper und Billy Idol als Einflüsse angegeben. Baphomet von stormbringer.at schrieb in seiner Rezension zu Eyewitness of Life, dass das Album sowohl für Fans von „normalem“ Metal als auch für Progressive-Metal-Fans, die Dream Theater mögen, geeignet ist. die Musik bleibe nachvollziehbar strukturiert und sei recht geradlinig. Shylock von metalglory.com ordnete das Album ebenfalls dem Progressive Metal zu, wobei sich Lieder wie Fate and Belief oder You and Me bei Queensrÿche oder Rush bedienen würden. Dabei halte sich das „Gefrickel“ in Grenzen, vielmehr lege man Wert auf gute Melodien und dynamische Riffs. Auch Silent out Loud sei laut Ian Johnson von rocktopia.co.uk dem Progressive Metal zuzuordnen, wobei das Album für ihn nicht eingängig war. Neben intensivem Progressive Metal gebe es auch E-Gitarren, die an Black Sabbath oder Thin Lizzy erinnern würden und auch Spuren von Melodic Rock seien zeitweise vorhanden. Für Matt Coe spielt die Band auf dem Album melodischen Progressive Metal, der in Sachen Songwriting und Performance nicht an eine Band wie etwa Tarot herankomme. Den Gesang bezeichnete er als ausdrucksvoll.

## Diskografie
- 2010: Eyewitness of Life (Album, Lion Music)
- 2011: Silent out Loud (Album, Lion Music)
- 2015: Relativity Code for Love (Album, Power Prog Records)